# Абрамов, Сергей Михайлович (хоккеист)
Сергей Михайлович Абрамов (род. 15 сентября 1959, Казань) — советский и российский хоккеист; тренер.

## Карьера
Бо́льшую часть карьеры провёл в «Ак Барсе». Из-за сильной конкуренции вратарей за всю карьеру на льду провёл немногим больше 160 игр в высших дивизионах СССР и России, но при этом два сезона подряд (1993/94 и 1994/95) признавался лучшим вратарём МХЛ.
В составе сборной России принял участие в Олимпийских играх 1994, где сыграл три игры. Также в составе сборной России принял участие в чемпионате мира 1995, где сыграл три матча, а сборная стала пятой.
С 1999 по 2024 год — тренер вратарей «Ак Барса».